# Solena amplexicaulis
Solena amplexicaulis, là một loài thực vật trong họ Bầu bí (Cucurbitaceae), có nguồn gốc từ vùng nhiệt đới Nam Á. Quả, lá, rễ và chồi non được dùng trong thực phẩm và làm thuốc y học cổ truyền. Loài này được (Lam.) Gandhi miêu tả khoa học đầu tiên năm 1976.

## Mô tả
Solena amplexicaulis là một loại cây leo lâu năm, có rễ củ dày. Thân cây phân nhánh không có lông, có tua cuốn mảnh. Lá mọc kiểu xen kẽ, cuống lá mảnh dài 1 cm (0,4 in). Phiến lá có nhiều lông, hình oval hoặc thuôn dài, phần gốc lá hình trái tim và ngọn lá nhọn, dài 12 cm (5 in) và rộng 5 cm (2 in). Mép lá có khía cùn, mặt trên và dưới phiến lá có lông hoặc nhẵn.
Cây phân tính (doecy), tức là mỗi cá thể cây chỉ mọc hoặc là hoa đực hoặc là hoa cái. Hoa mọc ở nách lá, hoa đực nhỏ và mọc thành chùm có cuống ngắn gồm 10-12 bông, mỗi bông có một đài hoa hình ống mà từ đó các đầu cánh hoa hình tam giác nhô ra. Chúng có màu vàng kem. Hoa cái khá lớn và thường mọc đơn độc, có 3 đầu nhụy và các bầu nhụy có hình trứng. Quả khi phát triển có thể dài lên đến 5 cm (2 in) và chuyển sang màu nâu đỏ khi chúng chín. Hạt có màu trắng xám, hình trứng hoặc tròn.

## Phân bố và sinh cảnh
Solena amplexicaulis được tìm thấy ở Sri Lanka, Pakistan, Ấn Độ, Nepal, Bangladesh, Myanmar, Indonesia, Việt Nam và Trung Quốc ở độ cao lên tới 2.600 m (8.500 ft). Loài cây phát triển trong môi trường sống đa dạng, chẳng hạn như rừng hỗn hợp nhiệt đới, bụi rậm, khu vực đồi núi, khu vực bán nông nghiệp và ven đường.

## Sử dụng
Ở Ấn Độ, quả của cây Solena amplexicaulis được hái khi chưa chín, dùng để làm món salad và chế biến món cà ri, chồi, lá và củ cũng được ăn ở một số vùng. Ở Chhattisgarh, trái và rễ giúp hỗ trợ quá trình tiêu hóa thịt rừng. Solena amplexicaulis có thể thu hái từ tự nhiên hoặc trồng trên đồng ruộng.
Trong y học cổ truyền, rễ củ Solena amplexicaulis được dùng để điều trị chứng chán ăn, các vấn đề về tiêu hóa, đầy hơi, hen suyễn, lậu và di tinh. Chiết xuất của lá được sử dụng rộng rãi để điều trị viêm. Ngoài ra, chiết xuất ethanol của rễ củ có đặc tính chống oxy hóa, kháng khuẩn và giảm đau, nhưng có độc tính ở mức độ vừa phải.

## Một số hình ảnh

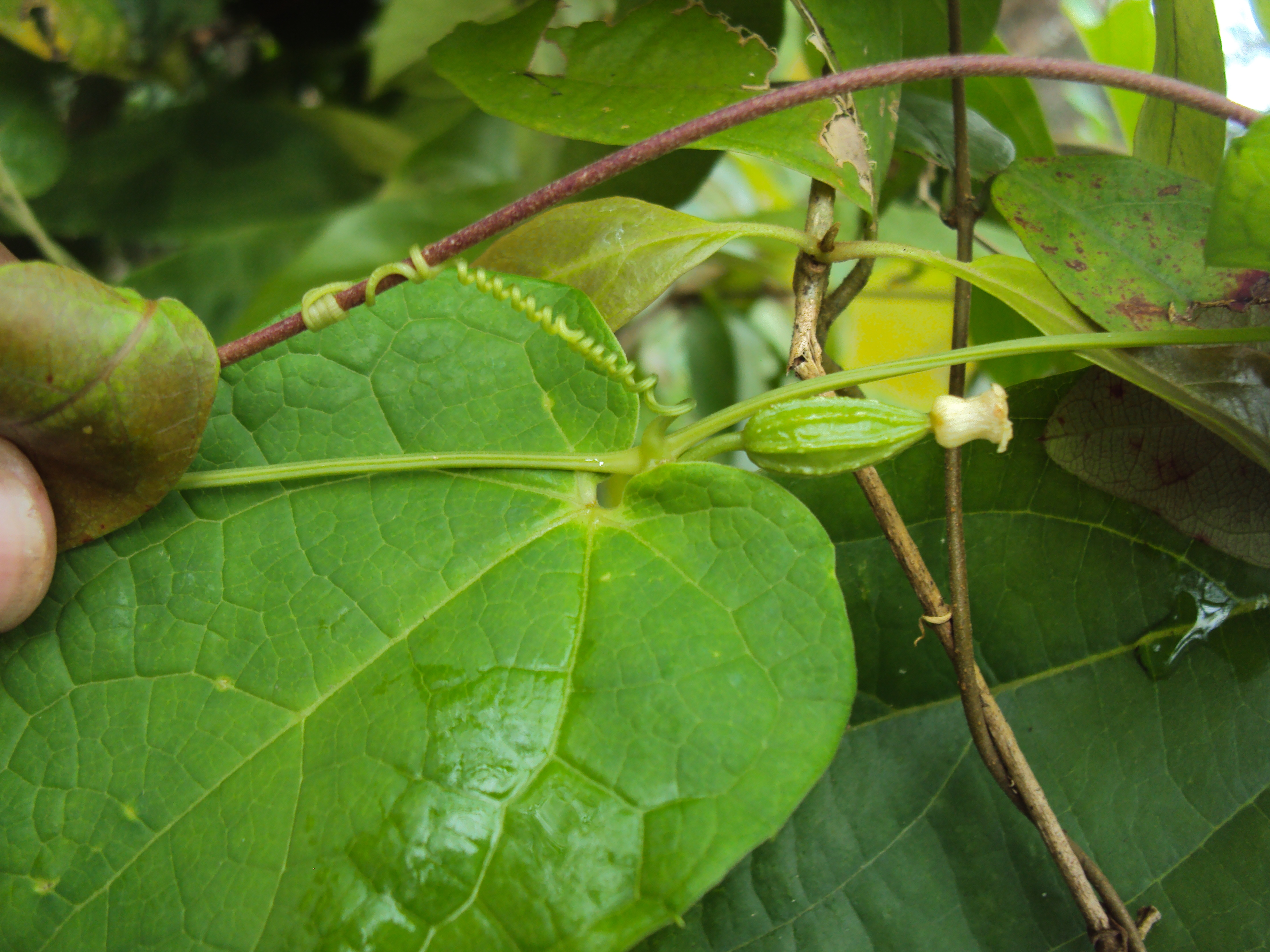
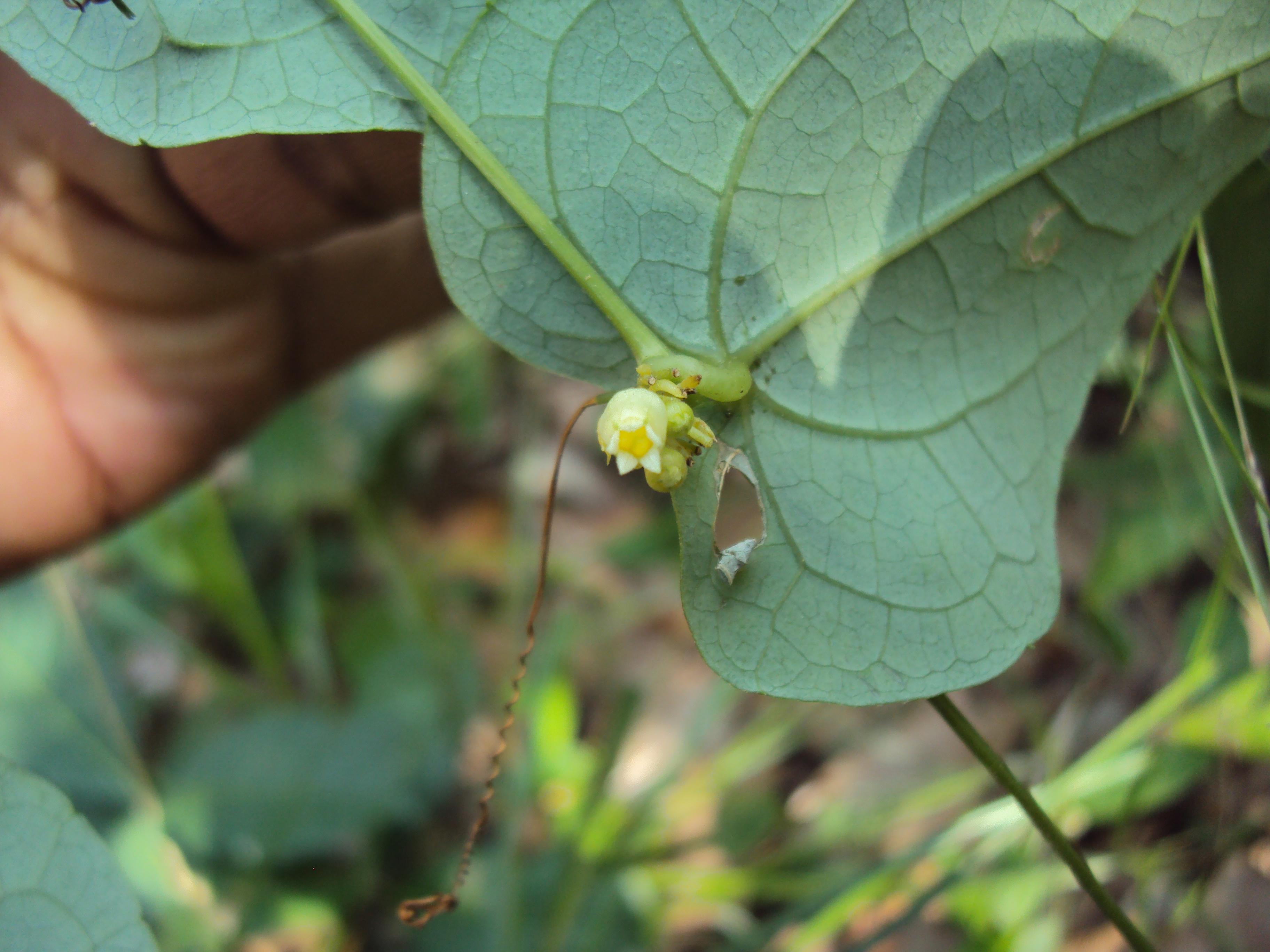
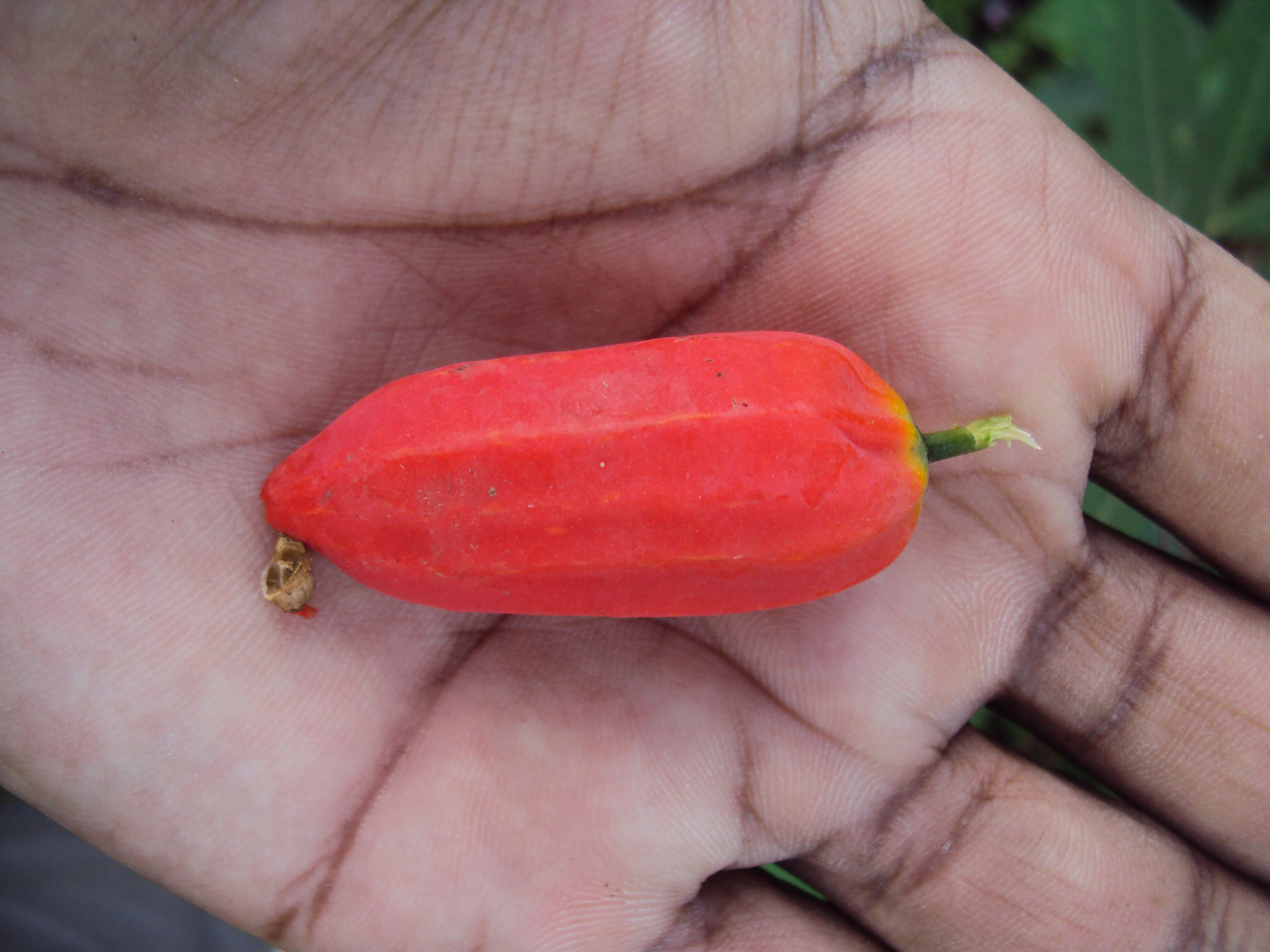
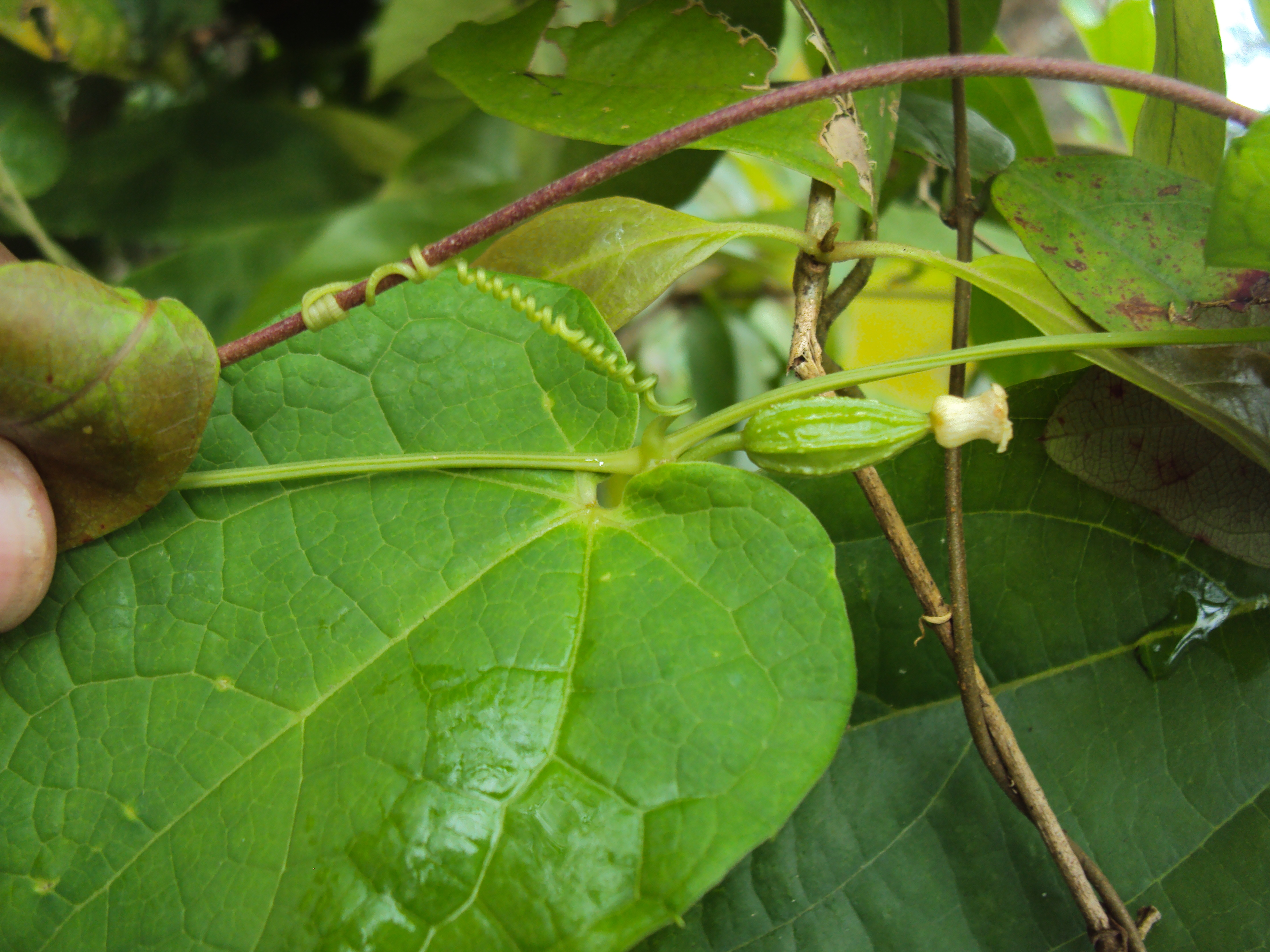
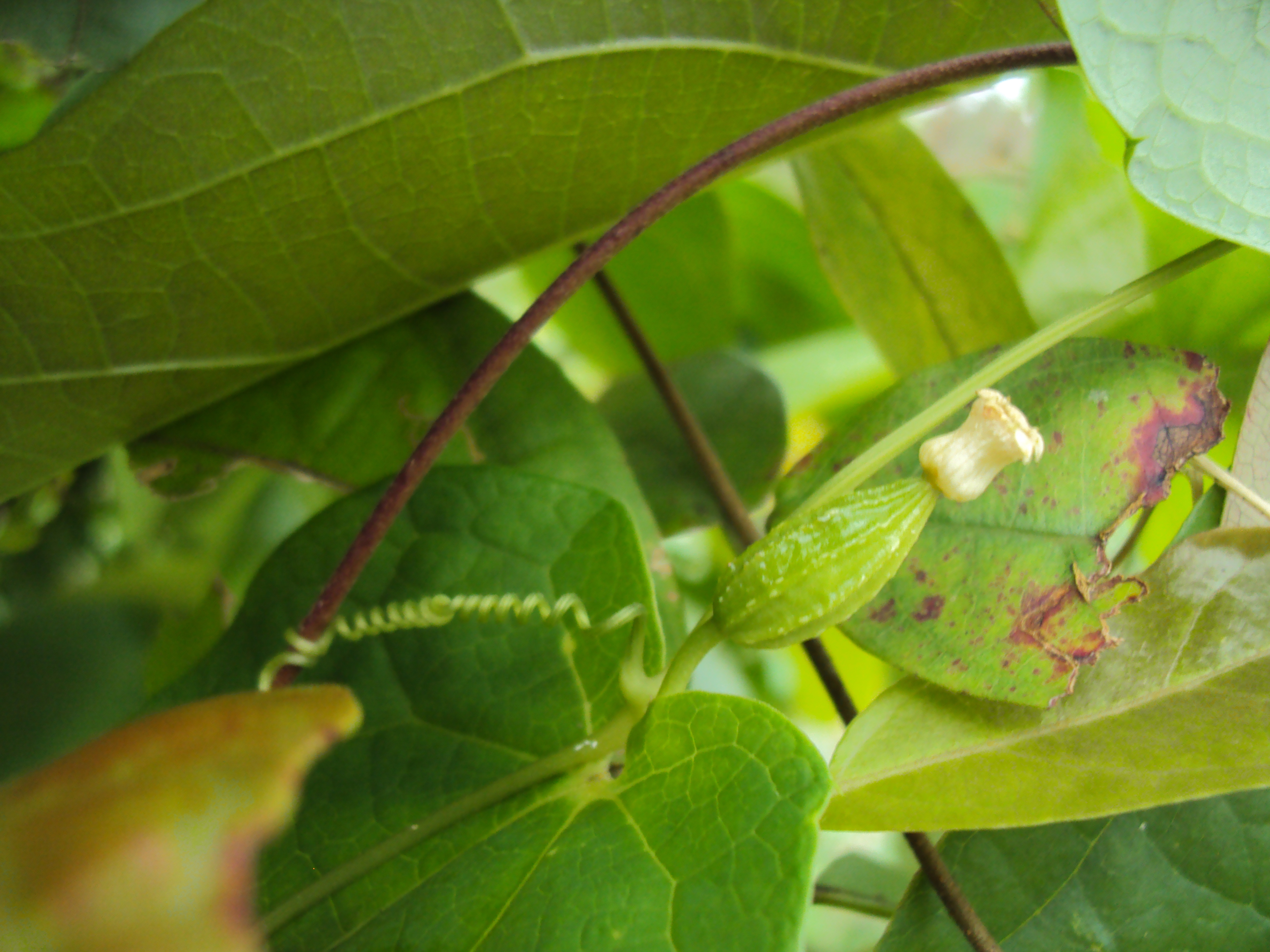